# 대덕 분기점
대덕 분기점(大德分歧點, Daedeok Junction, 대덕JC)은 전라남도 담양군 대덕면 운암리와 매산리에 걸쳐 설치된 호남고속도로와 고창담양고속도로가 만나는 분기점이다. 고창담양고속도로의 종점은 대덕 분기점에서 담양 방향으로 0.20 km 떨어진 지점에 위치해 있다. 고창담양고속도로 담양 방향에서 호남고속도로 순천 방면으로 진입과 호남고속도로 광주 방면에서 고창담양고속도로 고창 방향으로 진입만 가능하다.

## 연혁
- 2006년 12월 7일 : 고창담양고속도로 장성 ~ 담양 구간 개통과 함께 영업 개시[1]

## 구조물 정보
- 위치: 전라남도 담양군 대덕면 운암리, 매산리

## 접속하는 노선

### 순천・논산방면
- 호남고속도로 (7번)

### 고창방면
- 고창담양고속도로 (7번)

## 구조
직결형 구조로 고창담양고속도로에서 곡성 방향을 향해 오는 선이 그대로 호남고속도로 순천 방향으로 합류하는 구조이다. 호남고속도로 논산 방향에서 고창담양고속도로 고창 방향으로, 또는 그 반대 방향으로는 진출입이 불가능하다. 그러므로 이 경우에는 고서 분기점과 담양 분기점을 이용하면 간접적으로 진출입이 가능하다.